# Gustav al IV-lea al Suediei
Gustav IV Adolf (n. 1 noiembrie 1778, Stockholms kommun, Comitatul Stockholm, Suedia – d. 7 februarie 1837, St. Gallen, Cantonul St. Gallen, Elveția) a fost  rege al Suediei din 1792 până în 1809. A fost ultimul rege al Suediei care a fost și conducător al Finlandei.

## Tinerețea

Gustav Adolph.

Gustav Adolf s-a născut la Stockholm. Au existat zvonuri potrivit cărora Gustav Adolf ar fi fost fiul biologic al unui nobil suedez, Baronul și mai târziu Contele Adolf Fredrik Munck af Fulkila, totuși acestea n-au fost dovedite ca adevărate niciodată. A crescut sub tutela tatălui său și a unei minți liberale, Nils von Rosenstein. După asasinarea lui Gustav al III-lea în martie 1792, Gustav Adolf a urcat pe tronul Suediei la vârsta de 14 ani sub regența unchiului său, Carol, Duce de Södermanland.
În august 1796, unchiul său i-a aranjat o vizită la Sankt Petersburg pentru a se logodi cu nepoata Ecaterinei a II-a a Rusiei, Marea Ducesă Alexandra Pavlovna. Totuși întregul aranjament a eșuat din cauza încăpățânării lui Gustav de a permite ca tânăra lui mireasă să-și păstreze religia ortodoxă.

## Domnia
Domnia sa a fost de rău augur și urma să se încheie brusc. În 1805, el s-a alăturat celei de-a Treia Coaliție împotriva lui Napoleon. Campania sa a mers prost și francezii au ocupat Pomerania suedeză. Când aliatul său, Rusia, a făcut pace și a încheiat o alianță cu Franța, la Tilsit, în 1807, Suedia și Portugalia au rămas ca aliații europeni ai Marii Britanii. La 21 februarie 1808 Rusia a invadat Finlanda, care era condusă de Suedia, sub pretextul de a-i convinge pe suedezi să adere la Sistemul Continental al lui Napoleon. Danemarca a declarat, de asemenea, război Suediei. În doar câteva luni după aceea, aproape toată Finlanda a fost pierdută și preluată de Rusia.  Ca urmare a războiului, la 17 septembrie 1809, în Tratatul de la Hamina, Suedia a predat o treime din partea estică în Rusia. 
La 29 martie, pentru a salva coroana de fiul său, Gustav  a abdicat în mod voluntar, însă pe 10 mai, Parlamentul suedez, dominat de armată, a declarat că nu numai Gustav pierdea tronul ci toată familia, probabil fiind o scuză pentru a exclude familia de la succesiune pe baza zvonurilor de ilegitimitate. O cauză mai probabilă este că revoluționarii se temeau că fiul lui Gustav, dacă avea să moștenească tronul, ar fi răzbunat detronarea tatălui său. La 5 iunie, Ducele Carol a fost proclamat rege sub numele de Carol al XIII-lea al Suediei, după ce a acceptat o nouă constituție liberală, care a fost ratificată a doua zi. În decembrie, Gustav și familia sa au fost transportați în Germania. În 1812, el a divorțat de soția lui.
| Gustav al IV-lea al Suediei Casa de Holstein-GottorpRamură a Casei de OldenburgNaștere: 1 noiembrie 1778 Deces: 7 februarie 1837 |                           |                      |
| Titluri regale |                           |                      |
| Predecesor: Gustav III | Rege al Suediei 1792-1809 | Succesor: Carol XIII |